# دورپشتدت
دورپشتدت (به آلمانی: Dörpstedt) یک شهر در آلمان است که در اشلسویگ-فلنسبورگ واقع شده‌است. دورپشتدت ۵۵۱ نفر جمعیت دارد.